# اتحاد کشورهای ساحل صحرا
اتحاد کشورهای ساحل صحرا یک پیمان دفاعی متقابل است که بین مالی، نیجر و بورکینافاسو در ۱۶ سپتامبر ۲۰۲۳ ایجاد شد. این پیمان در جریان بحران نیجر ایجاد شد که در آن جامعه اقتصادی کشورهای غرب آفریقا تهدید کرد که پس از کودتا در نیجر در اوایل همان سال، برای بازگرداندن حاکمیت غیرنظامی، مداخله نظامی خواهد کرد.
هدف اعلام شده ائتلاف، محافظت در برابر تهدیدات احتمالی شورش مسلحانه یا تجاوز خارجی است و تأکید می‌کند که «هر گونه حمله به حاکمیت و تمامیت ارضی یک یا چند طرف قرارداد، تجاوز به طرف‌های دیگر تلقی خواهد شد».